# Милан Раденковић
Милан Раденковић (Јагодина, 1850. – Јагодина, 1915), познати јагодински занатлија и председник јагодинске општине у другој половини XIX века.

## Живот
Рођен је 1850. године у Јагодини као треће, од шесторо Димитрија Раденковића, трговца, и Љубице, најстарије ћерке Стевче Михаиловића. Након преране смрти родитеља и сестара, и после деде по оцу који се о њему старао, о Милану и његовом брату Јовану бригу преузимају стричеви.
Под строгим надзором стрица Мијалка, Милан је завршио основну школу у Јагодини са веома добрим успехом. Потом одлази у Београд код свог деде по мајци, Стевче Михаиловића, и учи трговину. У Јагодину се враћа 1871. године, али је већ наредне године напушта и одлази у САД, где остаје пуних пет година радећи као физички радник, рибар, дрвосеча и кожарски радник. Живео је у Чикагу, Њујорку и Њу Орлеансу. По повратку у Јагодину, као већ искусан кожар занатлија, 1881. године отвара фабрику за прераду коже. Наредне године, се жени Милком, ћерком трговца Јовановића из Ћуприје са којом је имао осморо деце од којих је, нажалост, само син Душан надживео родитеље.

## Политичко деловање
Милан Раденковић је био први председник јагодинског Месног одбора Народне радикалне странке. Због учешћа у Тимочкој буни 1886. године осуђен је на вишемесечну затворску казну у пожаревачком затвору. У периоду од 1887. до 1899. године био је у више наврата председник јагодинске општине. Године 1902. град је добио на поклон породично имање, Арачлијски поток, као завештање професора Стефана Ивановића, сина Тасе Арачлије. У наредне две године, под надзором Милана Раденковића као председника општине, уређен је Арачлијски парк подигнута је спомен-чесма и летњи павиљон-кафана. Због одличног познавања енглеског језика, 1907. године био је представник Дуванске индустрије Краљевине Југославије на Светској изложби у Лондону. У даљем професионалном и друштвеном напредовању Раденковића прекида Први балкански рат, о коме он пише у свом дневнику вођеном током 1912-1913. године, пружајући нам на тај начин драгоцене описе стања и живота у Јагодини.
Милан Раденковић изненада умире јуна 1915. године у родној Јагодини.